# Lézard vert de Manapany
Phelsuma inexpectata
Pour les articles homonymes, voir Lézard vert.
Espèce
Synonymes
- Phelsuma ornata inexpectata Mertens, 1966

Statut CITES
Phelsuma inexpectata, le Lézard vert de Manapany est une espèce de geckos de la famille des Gekkonidae.

## Répartition

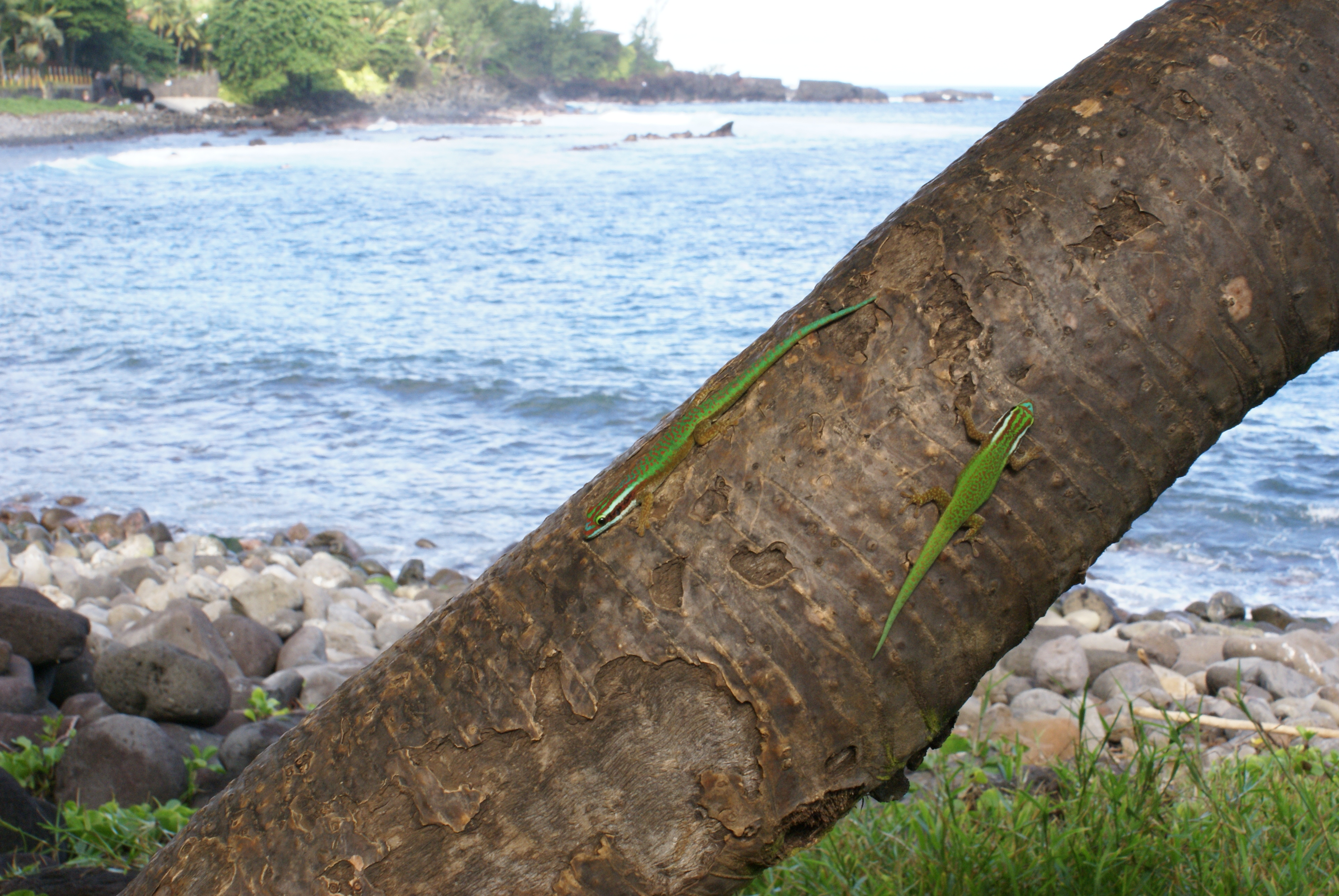
Habitat naturel habituel le long de la plage de Manapany

Cette espèce est endémique de l'île de La Réunion. Elle se rencontre plus précisément dans une aire de répartition extrêmement réduite située entre la plage de Grande Anse et l'embouchure de la rivière Langevin, soit autour de la frontière entre les territoires communaux de Petite-Île et Saint-Joseph que constitue le lieu-dit Manapany, sur la côte sud.
Il a également été observé au Domaine du Café Grillé à Saint-Pierre.

## Habitat
Il privilégie pour habitat les vacoas (Pandanus utilis). On ne le trouve pas au-delà de 450 m d'altitude ou à plus d'un kilomètre des côtes.
La température peut largement dépasser les 30 °C localement la journée, avec des moyennes entre 25 et 30 °C.

## Description

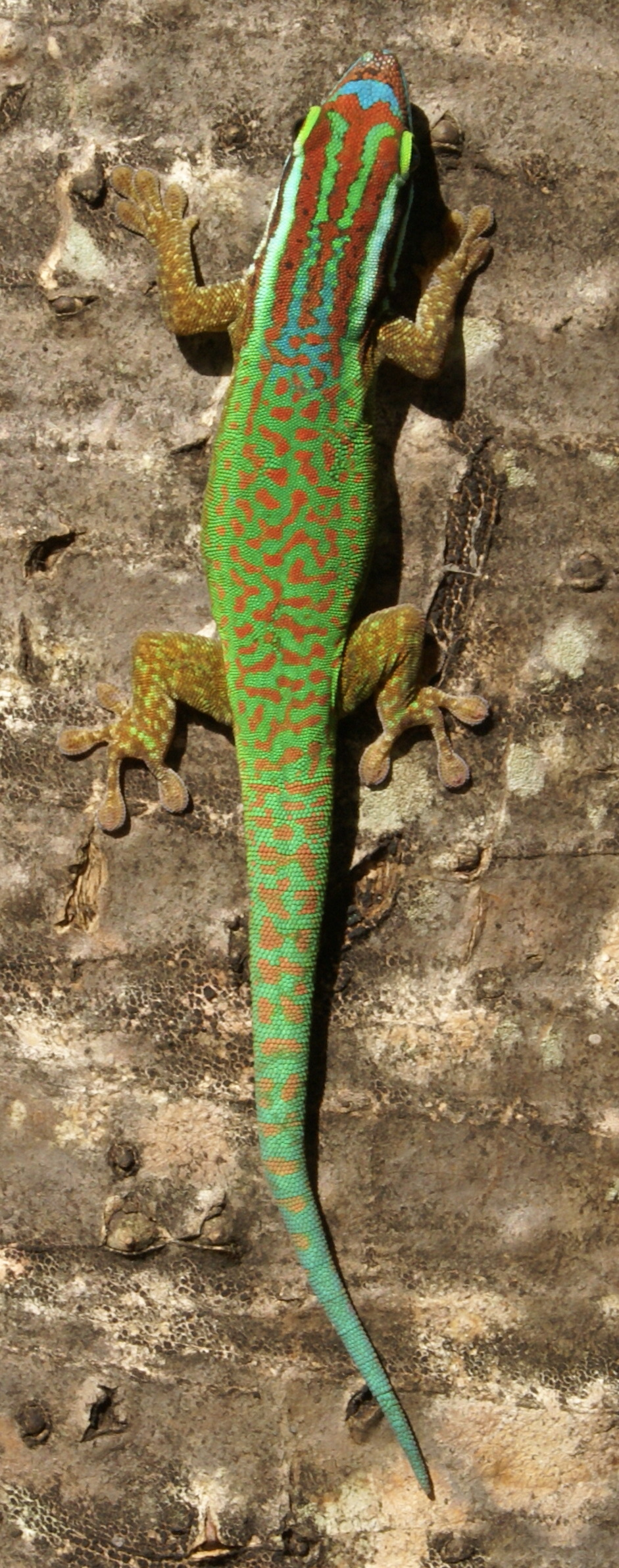
Phelsuma inexpectata à Manapany, sur un tronc de vacoa

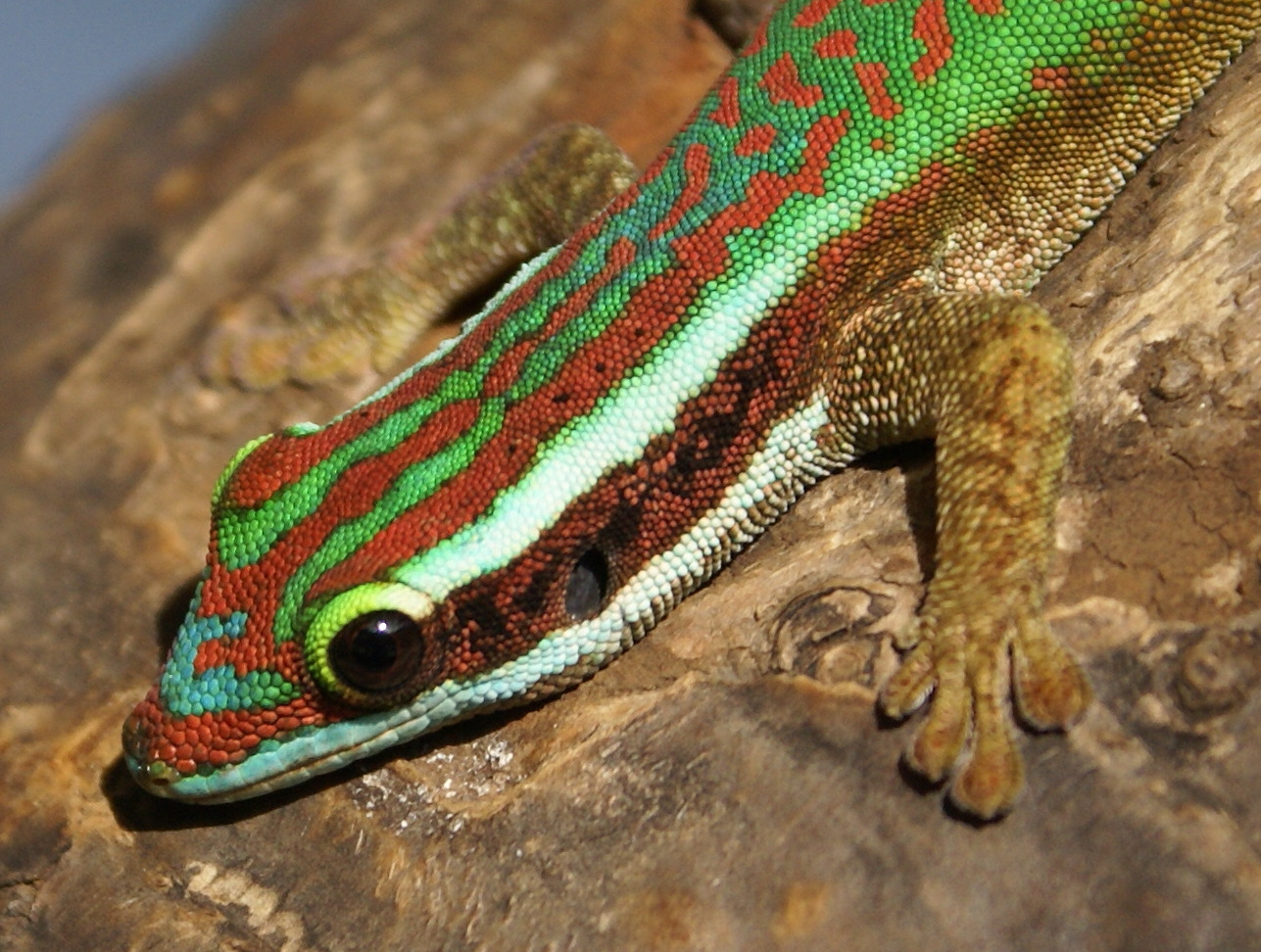
Phelsuma inexpectata

C'est un gecko diurne et arboricole qui mesure entre dix et treize centimètres pour un poids inférieur à 10 grammes. Il a une forme longiligne parcourue de petites taches rouges, alignées plutôt longitudinalement, et plus marquées sur la tête. Il présente également deux lignes claires (beige ou bleutée) sur le côté de la tête, et une tache verte ou bleutée sur le museau. Ses membres sont souvent marron-jaunâtre ou blanchâtres.
La femelle adulte est un peu plus petite que le mâle. Celui-ci présente de plus deux légers renflements à la base de la queue, logement des hémipénis.

## Alimentation
Le lézard vert de Manapany  est à la fois insectivore (il se nourrit de petits insectes et autres arthropodes), nectarivore (il visite les fleurs de papayer, de bananier, etc.) et frugivore (il lèche la pulpe des fruits mûrs tels que ceux du vacoa ou que les mangues) .

## Reproduction
Les femelles pondent deux œufs à la fois, généralement fixés à un objet (à la base de branches d'arbres, typiquement). L'incubation dure de 6 à 10 semaines.
À la naissance, les petits ne se nourrissent pas avant leur première mue, qui se produit dans les jours suivants. Ils ont ensuite la même alimentation que les adultes. Le petits sont la proie de nombreux prédateurs, dont d'autres lézards.

## Taxinomie
Phelsuma inexpectata a été décrite comme une sous-espèce de Phelsuma ornata, elle a été élevée au rang d'espèce par Bour et al..

## Protection
Le gecko vert de Manapany est protégé à La Réunion (« Statut de protection national »). Au titre de l’article L. 411-1 du code de l'environnement, la capture, la détention, la vente ou l’achat et de ce fait l’élevage de l’espèce P. inexpectata sont interdits, sauf pour les spécimens détenus régulièrement lors de l’entrée en vigueur de l’interdiction relative à l’espèce à laquelle ils appartiennent et leur descendance. À ce jour, les seuls spécimens captifs licites sont donc des descendants d’individus prélevés dans le milieu naturel avant le 25 mars 1989 (entrée en vigueur de l’arrêté ministériel du 17 février 1989). De par son statut de protection, la détention de l’espèce est interdite dans le cas d’élevages d’agrément à La Réunion ; elle est par contre possible dans la limite de 25 spécimens adultes partout ailleurs en France, l’arrêté de protection ne s’appliquant qu’au territoire réunionnais. À La Réunion, dès le premier individu d’origine licite, la détention ne peut être autorisée qu’au sein d’un établissement d’élevage (professionnel ou amateur) ou de présentation au public, conformément aux articles L. 413-2 et L. 413-3 du Code de l’Environnement. La détention dans ce type d’établissement de P. inexpectata est ainsi soumise à l’obtention d’un certificat de capacité (article L. 412-1 du Code de l’Environnement) et d’une autorisation d’ouverture d’établissement d’élevage ou de présentation au public (articles L. 413-3 et L. 413-4 du Code de l’environnement).

## Publication originale
- Mertens 1966 : Die nichtmadagassischen Arten und Unterarten der Geckonengattung Phelsuma. Senckenbergiana Biologica, vol. 47, p. 85-110.